# الجحاف (جبلة)

تعديل مصدري - تعديل

الجحاف هي إحدى قرى عزلة الربادي بمديرية جبلة التابعة لمحافظة إب، بلغ تعداد سكانها 1520 نسمة حسب تعداد اليمن لعام 2004.